# Bújj, bújj, zöld ág
A Bújj, bújj, zöld ág egy magyar népdal. Eredetileg nagylányok virágvasárnapi villőzésének, a Dunántúlon zöldágazásának volt része. Mára gyermekdallá vált. Két közismert főváltozata van.
Két gyerek szembefordulva két kézzel kaput tart, a többiek kézen fogva, nyolcast leírva átbújnak alatta. A dal végén a két kaput tartó összefogja a közelében álló gyerekeket, és megkérdezi tőlük, melyikükhöz mennek. A gyerekek a választott kapus mögé sorakoznak fel. Folytatják a dalt, amíg minden gyerek valamelyik kapus mögött áll.
Az utolsó sor ősi ráolvasás, összeregölő ének. A szita egyenértékű a sámándobbal.

## Első változat
| Bújj, bújj, zöld ág, zöld levelecske, nyitva van az aranykapu, hadd bújjatok rajta. Nyisd ki rózsám kapudat, kapudat, hadd kerüljem házadat, házadat. Szita, szita péntek, szerelemcsütörtök, bab szereda! | Feldolgozás: \| Szerző \| Mire \| Mű \| \| --------------- \| ------------------- \| ----------------------------- \| \| Gárdonyi Zoltán \| négykezes zongora \| Bújj, bújj, zöld ág, 1. darab \| \| Ludvig József \| ének, gitárakkordok \| Kis kacsa fürdik…, 22. oldal \| |                               |
| Szerző | Mire | Mű                            |
| Gárdonyi Zoltán | négykezes zongora | Bújj, bújj, zöld ág, 1. darab |
| Ludvig József | ének, gitárakkordok | Kis kacsa fürdik…, 22. oldal  |

## Másik változat
Bújj, bújj, zöld ág, zöld levelecske,

nyitva van az aranykapu,

csak bújjatok rajta!

Rajta, rajta leszakadt a pajta,

leszakadt a pajta, bennmaradt a macska.

## Keletkezése
Néhány magyarázó erotikus, sőt pornográf tartalmat vél felfedezni a dalban. Szerintük a dalocskát eredetileg felnőttek énekelték felnőtteknek, virágnyelven elhangzó nemi felvilágosításként. Eszerint a zöld ág a férfi nemi szervre, az aranykapu pedig a női vaginára való népies utalás. A bújócska pedig maga a nemi aktus, vagyis a szüzesség elvesztése. Ha pedig sok a bújás, akkor "bennmarad a macska", vagyis megfogan a gyermek. Az effejta népszerű magyarázatok azonban nem tudományosak.
1) A dal első szakaszát Kohányi (eredetileg Kohn) Sámuel zsidó származású óvó-pedagógus és zenetanár írta. Számos gyermekdala jelent meg magyar és német nyelven, melyeket 4-10 éves gyermekeknek szánt. A dalt Bujósdi címmel Dalkönyv óvó-képezdék, ovodák, gyermekkertek, népiskolák alsobb osztályai valamint családi körök használatára című művében adta közre 1878-ban. A szöveg alatt a szerző a játék menetét is leírja, ami megegyezik azzal, ahogy ma is játsszák. Kohányi művének előszavában így ír: "... ha verseim nem is birnak költészeti beccsel, mindamellett, minthogy a gyermekek felfogása körében mozognak, könnyen érthetők és a tárgyhoz alkalmazottak, és szakértők véleménye szerint jó szolgálatot teendnek az ügynek." Ez a gyermekek számára írt műdal számos korabeli gyermeklapban és gyermekjáték gyűjteményben is megjelent.
2) A mű idővel folklorizálódott, és az egész országban elterjedt. Már nem csak a legkisebbek énekelték az óvodákban és az elemi iskolákban, de a falusi serdülő ifjak is megtalálták benne hagyományaikat. A dal ekkor vált kedvelt elemévé az ún. hidas játékoknak is, melyeknek záró, refrénszerűen ismétlődő része lett. Ám sok helyen kezdő szakaszként énekelték máshonnan átvett sorokkal együtt. Ezek a toldások azonban, amint az más népdaloknál is megfigyelhető, nem feltétlenül állnak tartalmi összefüggésbe a többi szövegrésszel. A ritmus, a dallam, a szavak csengése, a játék öröme fogja össze a dalt és a köréje épülő koreográfiát. Viszonylag későn került a szövegbe a máshonnan nem ismert "Rajta, rajta, leszakadt a pajta, alatta maradt a kismacska" sor, melyet először Kerényi György dokumentált 1949-ben Zalában. Később ebből elmaradt az „alatta maradt a kismacska” végződés, és a jobb énekelhetőség miatt a „bennmaradt a macska” változat rögzült.
3) A gyűjtők Kiss Árontól kezdve Bartókon át nagy mennyiségű adatot vettek fel a 20. század elején a Bújj, bújj zöld ág falusi előadóitól. Az adatközlők mindenhol a játékos jellegét hangsúlyozták, és annak menetét írták le. Erotikus magyarázatot nem rögzítettek. Az éneket leginkább a húsvéti ünnepkörben (virágvasárnap, húsvétvasárnap, húsvéthétfő, fehérvasárnap, pünkösd) énekelték, játszották az ifjak, főképp a lányok. A játék során a résztvevők az emberi léleknek a mennyországba vagy pokolba való jutását adták elő. "A hidas játékoknak ősi mitikus vonatkozásaik vannak: híd vagy aranykapu vezet az égbe vagy a pokolba, az angyalhoz vagy az ördöghöz." – írja dr. Lázár Katalin népzenekutató. Mivel tavaszköszöntő játékról van szó, ezért annak előadása során a lányok a tavasz hírnökét, a zöld ágat hordozták végig a falun, mellyel nem csak a házakat, de a templomokat is feldíszítették. Az aranykapu tehát a mítoszok világában gyökerező motívum, míg a zöld ág a tavaszvárás természetes kelléke. Szó sincs női és férfi nemi szervekről.
4) Mivel egyes pajzán népi (prózai) szövegekben a "vár" szó szlenges változata a női vulvát jelöli, ezért sokan a "Nyisd ki rózsám kapudat, kapudat, hadd kerüljem váradat, váradat" sort is erotikus tartalommal ruházzák fel, és szexuális aktust látnak bele. Ezzel szemben a "vár" szó szó a népdalokban (Kiss Áron, Bartók Béla, Kodály Zoltán stb. szerint) a lakodalmas házat jelöli. A várjárás vagy várkerülés kifejezések pedig a háztűznézést jelentik, vagyis azt a hagyományt, amikor a férfi meglátogatja egyedül vagy a szüleivel a lányos házat és megkéri a lány kezét.

## Felvételek
2. változat:
- Bújj-bújj zöld ág. Ovitévé  YouTube (2012. szeptember 27.)  (Hozzáférés: 2017. április 28.) (videó)
- Bújj-bújj zöld ág. Orosz Csilla  YouTube (2015. június 23.)  (Hozzáférés: 2017. április 28.) (videó)
- Bújj, bújj zöld ág (gyerekdal, rajzfilm gyerekeknek). YouTube (2013. október 1.)  (Hozzáférés: 2017. április 28.) (videó) 0:32-ig. a második változatot éneklik, de az első változat szövegét közli
- BÚJJ-BÚJJ ZÖLD. Mézeskalács Néptáncegyüttes  YouTube (2010. január 19.)  (Hozzáférés: 2017. április 28.) (videó) 1:16-ig.
- Télbúcsúztató. Kolompos együttes  YouTube (2013. október 24.)  (Hozzáférés: 2017. április 28.) (audió) 1:03–2:22.